# 클레멘테 로드리게스
클레멘테 후안 로드리게스(스페인어: Clemente Juan Rodríguez, 1981년 7월 31일 ~ )는 아르헨티나의 전 축구 선수이며 현역 시절 포지션은 풀백이었다.

## 축구인 경력

### 클럽 경력
2000년 보카 주니어스에 입단하여 12월 10일 차카리타 주니어스와의 경기에서 데뷔전을 치렀다.
2004년 스파르타크 모스크바로 이적하였다. 2007년 전반기에 임대로 전 소속팀 보카 주니어스에서 활약하였으며, 여름엔 에스파뇰로 임대 이적하였다.
2009년 에스투디안테스로 이적하며 자국 무대로 복귀하였고 1년 후인 2010년 보카 주니어스로 이적하였다.
2013년 6월 24일 브라질의 상파울루로 이적하였다.
2015년 콜론로 이적하였다.

### 대표팀 경력
2004년 하계 올림픽 축구 남자 부문에 아르헨티나 U-23 대표팀 소속으로 출전하여 금메달을 획듹하였다.
2010년 남아공 월드컵에 출전하였다.